# Box na Letních olympijských hrách 1972
Box na Letních olympijských hrách 1972 v Německu.

## Medailisté

### Muži
| Kategorie                    | Zlato                                     | Stříbro                          | Bronz                                                | Bronz                                           |
| ---------------------------- | ----------------------------------------- | -------------------------------- | ---------------------------------------------------- | ----------------------------------------------- |
| Lehká muší váha (– 48 kg)    | György Gedó · Maďarsko (HUN)              | Kim U-Gil · Severní Korea (PRK)  | Ralph Evans · Velká Británie (GBR)                   | Enrique Rodríguez · Španělsko (ESP)             |
| Muší váha (– 51 kg)          | Georgi Kostadinov · Bulharsko (BUL)       | Leo Rwabwogo · Uganda (UGA)      | Leszek Blazynski · Polsko (POL)                      | Douglas Rodríguez · Kuba (CUB)                  |
| Bantamová váha (– 54 kg)     | Orlando Martínez · Kuba (CUB)             | Alfonso Zamora · Mexiko (MEX)    | George Turpin · Velká Británie (GBR)                 | Ricardo Carreras · Spojené státy americké (USA) |
| Pérová váha (– 57 kg)        | Boris Kuzněcov · Sovětský svaz (URS)      | Philip Waruinge · Keňa (KEN)     | Clemente Rojas · Kolumbie (COL)                      | Andras Botos · Maďarsko (HUN)                   |
| Lehká váha (– 60 kg)         | Jan Szczepański · Polsko (POL)            | László Orbán · Maďarsko (HUN)    | Samuel Mbugua · Keňa (KEN)                           | Alfonso Pérez · Kolumbie (COL)                  |
| Velterová váha (– 63.5 kg)   | Ray Seales · Spojené státy americké (USA) | Angel Angelov · Bulharsko (BUL)  | Issaka Dabore · Niger (NIG)                          | Zvonimir Vujin · Jugoslávie (YUG)               |
| Lehká střední váha (– 67 kg) | Emilio Correa · Kuba (CUB)                | János Kajdi · Maďarsko (HUN)     | Jesse Valdez · Spojené státy americké (USA)          | Richard Murunga · Keňa (KEN)                    |
| Lehkotěžká (– 71 kg)         | Dieter Kottysch · Západní Německo (FRG)   | Wiesław Rudkowski · Polsko (POL) | Peter Tiepold · Německá demokratická republika (GDR) | Alan Minter · Velká Británie (GBR)              |
| Střední váha (– 75 kg)       | Vjačeslav Lemešev · Sovětský svaz (URS)   | Reima Virtanen · Finsko (FIN)    | Prince Amartey · Ghana (GHA)                         | Marvin Johnson · Spojené státy americké (USA)   |
| Polotěžká váha (– 81 kg)     | Mate Parlov · Jugoslávie (YUG)            | Gilberto Carrillo · Kuba (CUB)   | Isaac Ikhouria · Nigérie (NGR)                       | Janusz Gortat · Polsko (POL)                    |
| Těžká váha (+ 81 kg)         | Teófilo Stevenson · Kuba (CUB)            | Ion Alexe · Rumunsko (ROU)       | Hasse Thomsén · Švédsko (SWE)                        | Peter Hussing · Západní Německo (FRG)           |

## Přehled medailí podle zemí
| Pořadí | Země                                 | Zlato | Stříbro | Bronz | Celkově |
| ------ | ------------------------------------ | ----- | ------- | ----- | ------- |
| 1      | Kuba (CUB)                           | 3     | 1       | 1     | 5       |
| 2      | Sovětský svaz (URS)                  | 2     | 0       | 0     | 2       |
| 3      | Maďarsko (HUN)                       | 1     | 2       | 1     | 4       |
| 4      | Polsko (POL)                         | 1     | 1       | 2     | 4       |
| 5      | Bulharsko (BUL)                      | 1     | 1       | 0     | 2       |
| 6      | Spojené státy americké (USA)         | 1     | 0       | 3     | 4       |
| 7      | Západní Německo (FRG)                | 1     | 0       | 1     | 2       |
| 7      | Jugoslávie (YUG)                     | 1     | 0       | 1     | 2       |
| 9      | Keňa (KEN)                           | 0     | 1       | 2     | 3       |
| 10     | Finsko (FIN)                         | 0     | 1       | 0     | 1       |
| 10     | Mexiko (MEX)                         | 0     | 1       | 0     | 1       |
| 10     | Severní Korea (PRK)                  | 0     | 1       | 0     | 1       |
| 10     | Rumunsko (ROU)                       | 0     | 1       | 0     | 1       |
| 10     | Uganda (UGA)                         | 0     | 1       | 0     | 1       |
| 15     | Velká Británie (GBR)                 | 0     | 0       | 3     | 3       |
| 16     | Kolumbie (COL)                       | 0     | 0       | 2     | 2       |
| 17     | Německá demokratická republika (GDR) | 0     | 0       | 1     | 1       |
| 17     | Ghana (GHA)                          | 0     | 0       | 1     | 1       |
| 17     | Niger (NIG)                          | 0     | 0       | 1     | 1       |
| 17     | Nigérie (NGR)                        | 0     | 0       | 1     | 1       |
| 17     | Španělsko (ESP)                      | 0     | 0       | 1     | 1       |
| 17     | Švédsko (SWE)                        | 0     | 0       | 1     | 1       |